# Dubautia
Dubautia Gaudich. è un genere di piante della famiglia delle Asteracee, endemico delle isole Hawaii. Per la molteplicità delle forme assunte dalle circa 40 specie, presenti in una varietà di habitat differenti, il genere è spesso citato come esempio paradigmatico di radiazione adattativa.

## Descrizione

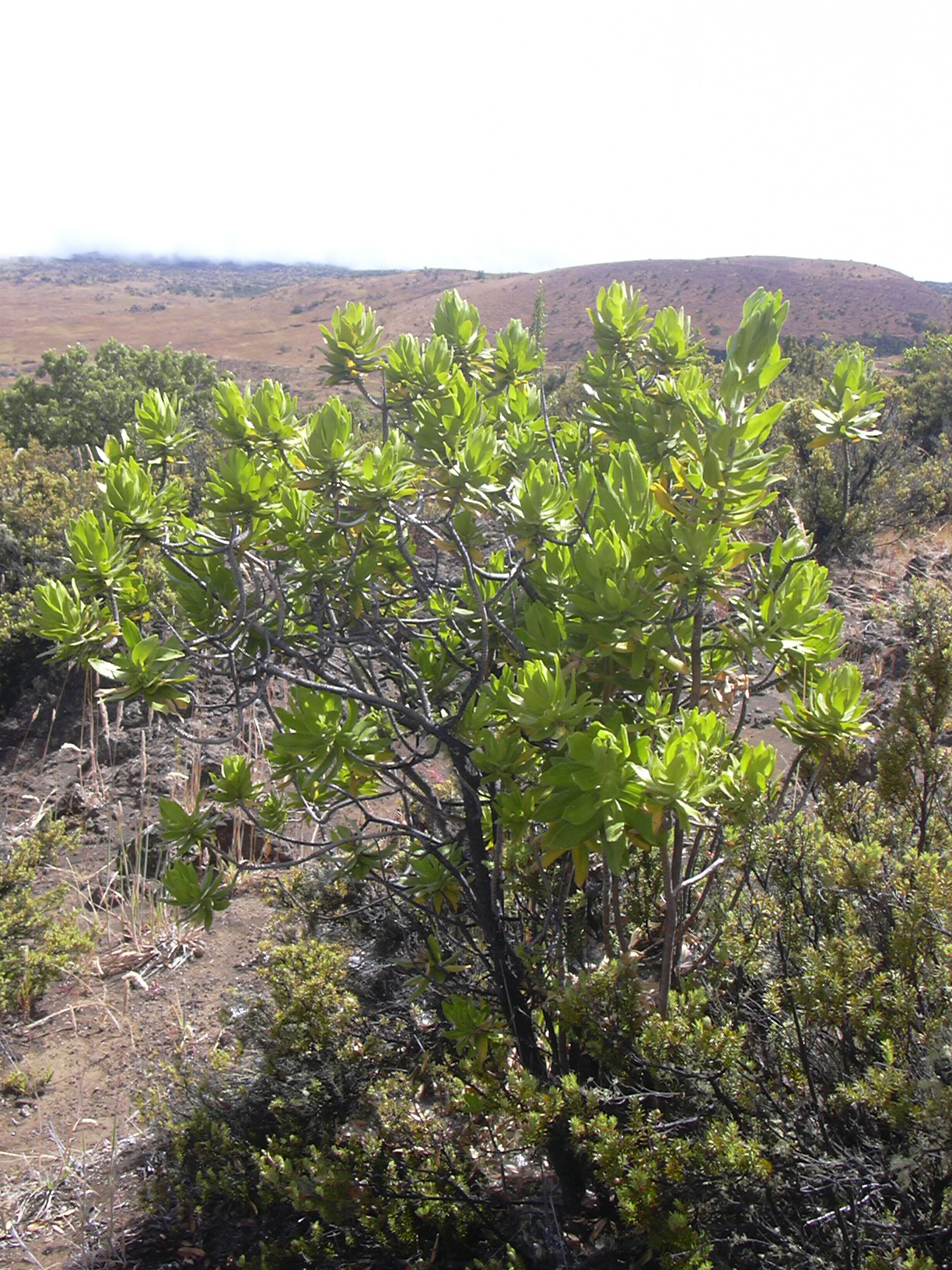
Dubautia arborea

Il genere è notevolmente polimorfo comprendendo specie erbacee, arbustive, arboree e rampicanti.
Le foglie possono essere opposte, alterne o con disposizione spiraliforme, di forma lanceolata, ellittica o obovata, con margine intero, crenato o dentato, glabre o tomentose. Sono spesso dotate di tricomi ghiandolari che producono sostanze aromatiche.
I capolini, di colore dal bianco al giallo, possono essere singoli o riuniti in sinflorescenze corimbose o racemose; l'involucro può avere conformazione cilindrica, campanulare, obconica, ellissoide o ovoidale, con brattee disposte in una o due serie, da lineari-oblunghe a obovate, glabre o villose; il ricettacolo è da piatto a conico.
Il frutto è una cipsela dotata di un pappo setoloso, ciliato o piumoso.

## Distribuzione e habitat

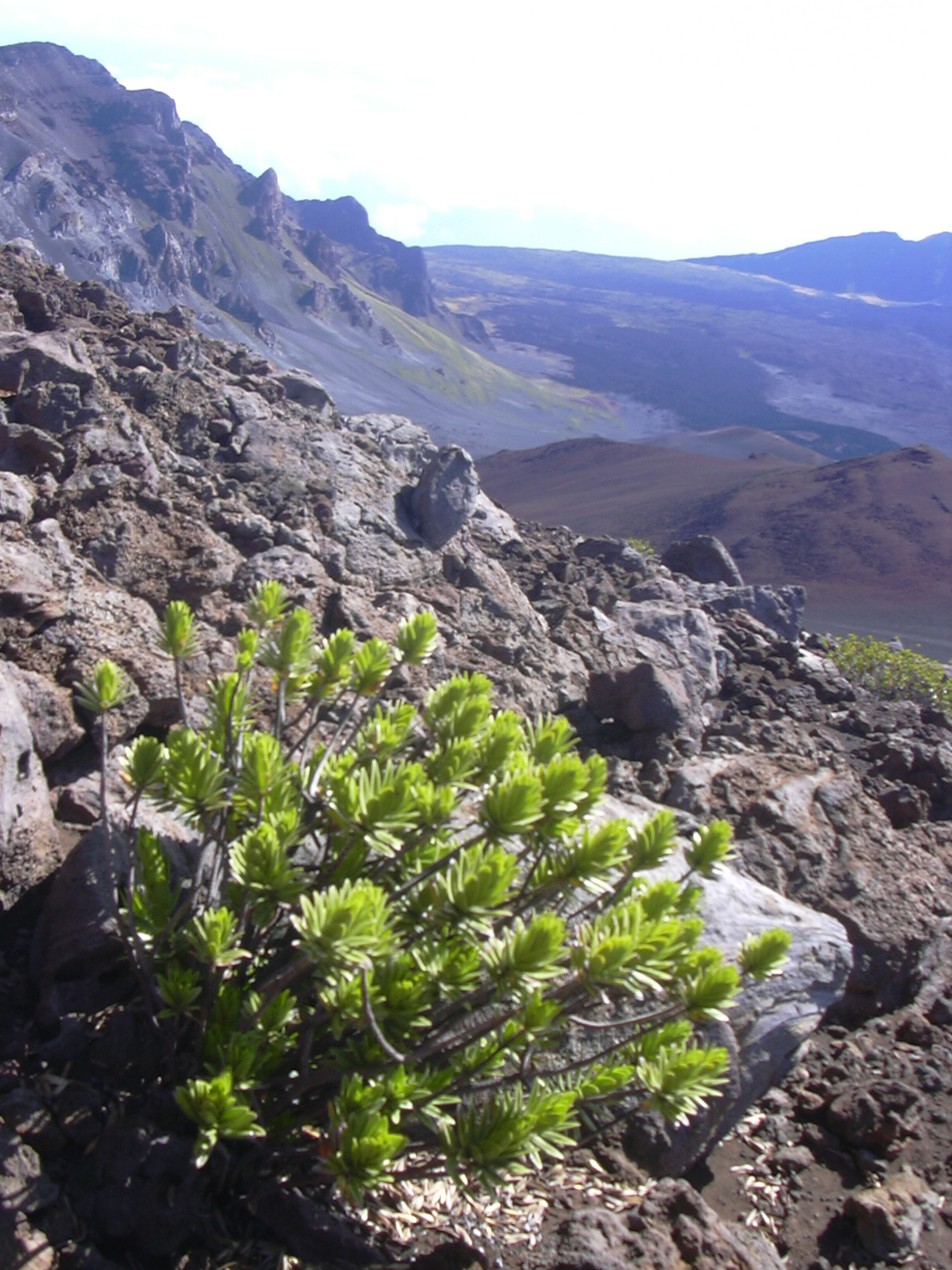
D. menziesii si insedia spesso come specie pioniera sulla colate laviche recenti.

Il genere Daubatia è endemico dell'arcipelago delle isole Hawaii, che per la sua storia geologica, per la distanza geografica dal continente, e per la presenza di una vasta gamma di differenti nicchie ecologiche, è considerato un laboratorio naturale per lo studio dei fenomeni di radiazione adattativa.
Il genere è presente in tutte e 6 le maggiori isole dell'arcipelago e le varie specie si sono adattate ad habitat differenti, dalle foreste pluviali e dalle torbiere, con precipitazioni annue di oltre 1250 cm, alle aree alpine semidesertiche, caratterizzate da precipitazioni annue <40 cm. Alcune specie si insediano frequentemente come specie pioniere sulle colate laviche recenti.
Il range altitudinale va da 75 m a 3750 m s.l.m.

## Tassonomia
La classificazione tradizionale colloca il genere Dubautia nella sottotribù Madiinae della tribù Heliantheae.

Recenti studi filogenetici considerano le Madiinae come il principale raggruppamento delle Madieae, elevate al rango di tribù a sé stante.
Assieme ai generi Argyroxiphium e Wilkesia forma la cosiddetta Silversword Alliance, un clade monofiletico sviluppatosi nell'arcipelago hawaiiano, per radiazione adattativa a partire da un unico progenitore comune.
Il genere Dubautia comprende circa 40 specie:
- Dubautia arborea (A.Gray) D.D.Keck
- Dubautia caliginis (C.N.Forbes)
- Dubautia ciliolata (DC.) D.D.Keck
- Dubautia degeneri (Sherff)
- Dubautia demissifolia (Sherff) D.D.Keck
- Dubautia grayana (Hillebr.)
- Dubautia gymnoxiphium (A.Gray)
- Dubautia herbstobatae G.D.Carr
- Dubautia hobdyi (H.St.John)
- Dubautia imbricata H.St.John & G.D.Carr
- Dubautia kai (C.N.Forbes)
- Dubautia kalalauensis B.G.Baldwin & G.D.Carr
- Dubautia kauensis (Rock & M.Neal)
- Dubautia kenwoodii G.D.Carr
- Dubautia knudsenii Hillebr.
- Dubautia laevigata A.Gray
- Dubautia latifolia (A.Gray) D.D.Keck
- Dubautia laxa Hook. & Arn.
- Dubautia linearis (Gaudich.) D.D.Keck
- Dubautia media Sherff
- Dubautia menziesii (A.Gray) D.D.Keck
- Dubautia microcephala Skottsberg
- Dubautia molokaiensis (Hillebr.) D.D.Keck
- Dubautia montana (H.Mann) D.D.Keck
- Dubautia paleata A.Gray
- Dubautia paludosa (H.St.John)
- Dubautia pauciflorula H.St. John & G.D.Carr
- Dubautia plantaginea Gaudich.
- Dubautia platyphylla (A.Gray) D.D.Keck
- Dubautia raillardioides Hillebr.
- Dubautia reticulata (Sherff) D.D.Keck
- Dubautia sandwicensis (DC.)
- Dubautia scabra (DC.) D.D.Keck
- Dubautia sherffiana Fosberg
- Dubautia syndetica G.D.Carr & D.H.Lorence
- Dubautia thyrsiflora (Sherff) D.D.Keck
- Dubautia virescens (Hillebr.)
- Dubautia waialealae Rock
- Dubautia waianapanapaensis G.D.Carr